# Runcinia soeensis
Runcinia soeensis là một loài nhện trong họ Thomisidae.
Loài này thuộc chi Runcinia. Runcinia soeensis được Ehrenfried Schenkel-Haas miêu tả năm 1944.